# 陸徵 (弘治進士)
陸徵（1456年—？），字時休，應天府溧陽縣人，軍籍，明朝政治人物。

## 生平
弘治二年（1489年）己酉科應天府鄉試第八十名舉人。弘治三年（1490年）中式庚戌科會試第一百五十九名，三甲第一百四十六名進士。歷官江西廣信府知府，正德七年（1512年）閏五月升廣西布政司右參政，八年十一月致仕。

## 家族
曾祖陸箕；祖父陸師鎮；父陸昂，嫡母郝氏、生母陶氏。具庆下。